# Bourke Place
Il Bourke Place è un grattacielo di 254 metri situato in 600 Bourke Street, nel distretto finanziario di Melbourne. È il quarto edificio più alto della città e il quinto dell'intera Australia. Progettato da Godfrey & Spowers, si tratta di una costruzione in stile moderno. Attualmente è la sede di vari studi legali di rilievo, tra cui il Mallesons Stephen Jaques. Ospita inoltre un centro commerciale, ristoranti e campi da tennis.